# Vuelta a Portugal del Futuro
La Vuelta a Portugal del Futuro (oficialmente: Volta a Portugal do Futuro / Liberty Seguros) es una carrera ciclista por etapas portuguesa con limitación de edad.
Fue creada en 1993 como amateur por ello la mayoría de sus ganadores han sido portugueses. Como ocurre con este tipo de carreras su limitación de edad y normativa de participación ha ido variando, de hecho su primera edición fue ganada por Joaquim Augusto de 27 años que ese mismo año había ganado la Vuelta a Portugal. Desde 2014 la carrera es por primera vez profesional formando parte del UCI Europe Tour, dentro de la categoría 2.2U (última categoría del profesionalismo limitada a corredores sub-23).

## Palmarés
En amarillo: edición amateur.
| Año  | Ganador                  | Segundo                 | Tercero                  |
| ---- | ------------------------ | ----------------------- | ------------------------ |
| 1993 | Joaquim Augusto          | Joaquim Andrade         | Paulo Jorge Ferreira     |
| 1994 | Paulo Jorge Ferreira     | Delmino Pereira         | Vítor Gamito             |
| 1995 | Quintino Fernandes       |                         |                          |
| 1996 | José Luis Rebollo        |                         |                          |
| 1997 | Matias Cagicas           |                         |                          |
| 1998 | José Azevedo             |                         |                          |
| 1999 | Óscar Pereiro            | Rafael Casero           | David Blanco             |
| 2000 | Pedro-Miguel Costa       | Santi Pérez             | Pedro Manuel Andrade     |
| 2001 | Marco Oliveira           | Celio Cristiano         | José Guillén             |
| 2002 | Pablo de Pedro           | Sergio Paulinho         | Víctor Castro            |
| 2003 | Dani Moreno              | Josu Mondelo            | David Domínguez          |
| 2004 | João Paulo Cabreira      | António Manuel De Jesus | Miguel Angelo Almeida    |
| 2005 | André Cardoso            | Afonso Duarte           | José Mendes              |
| 2006 | Filipe Cardoso           | José Mendes             | Edgar Pinto              |
| 2007 | José Mendes              | César Fonte             | David Vaz                |
| 2008 | João Benta               | Carlos Manuel Sabido    | Ricardo Vilela           |
| 2009 | Marco Alexandre Cunha    | Carlos Manuel Baltazar  | Bruno Silva              |
| 2010 | Alexander Ryabkin        | Joni Brandão            | Yelko Gómez              |
| 2011 | Joni Brandão             | José Gonçalves          | Domingos Gonçalves       |
| 2012 | Rafael Jorge Silva       | António André Pereira   | Eugeniu Cozonac          |
| 2013 | António Carvalho         | David Miguel Rodrigues  | António André Pereira    |
| 2014 | Ruben Guerreiro          | Joaquim Silva           | Óscar González Brea      |
| 2015 | Julen Amezqueta          | Anatoliy Budyak         | Álvaro Trueba            |
| 2016 | Wilson Enrique Rodríguez | Gaspar Gonçalves        | Juan Antonio López-Cózar |
| 2017 | José Fernandes           | Txomin Juaristi         | Gaspar Gonçalves         |
| 2018 | Venceslau Fernandes      | Tiago Antunes           | Hugo Nunes               |
| 2019 | Emanuel Duarte           | Pedro Lopes             | Tiago Leal               |
| 2020 | No hubo carrera          | No hubo carrera         | No hubo carrera          |
| 2021 | André Domingues          | Romaric Forqués         | Pedro Lopes              |
| 2022 | Gabriel Rojas Campos     | Élder Felipe            | David Delgado Higueruelo |
| 2023 | João Silva               | Vicente Rojas           | Daniel Jimenez           |

## Palmarés por países
| País       | Victorias |
| ---------- | --------- |
| Portugal   | 21        |
| España     | 6         |
| Rusia      | 1         |
| Colombia   | 1         |
| Costa Rica | 1         |